# Robert Crewe-Milnes, 1. Marquess of Crewe

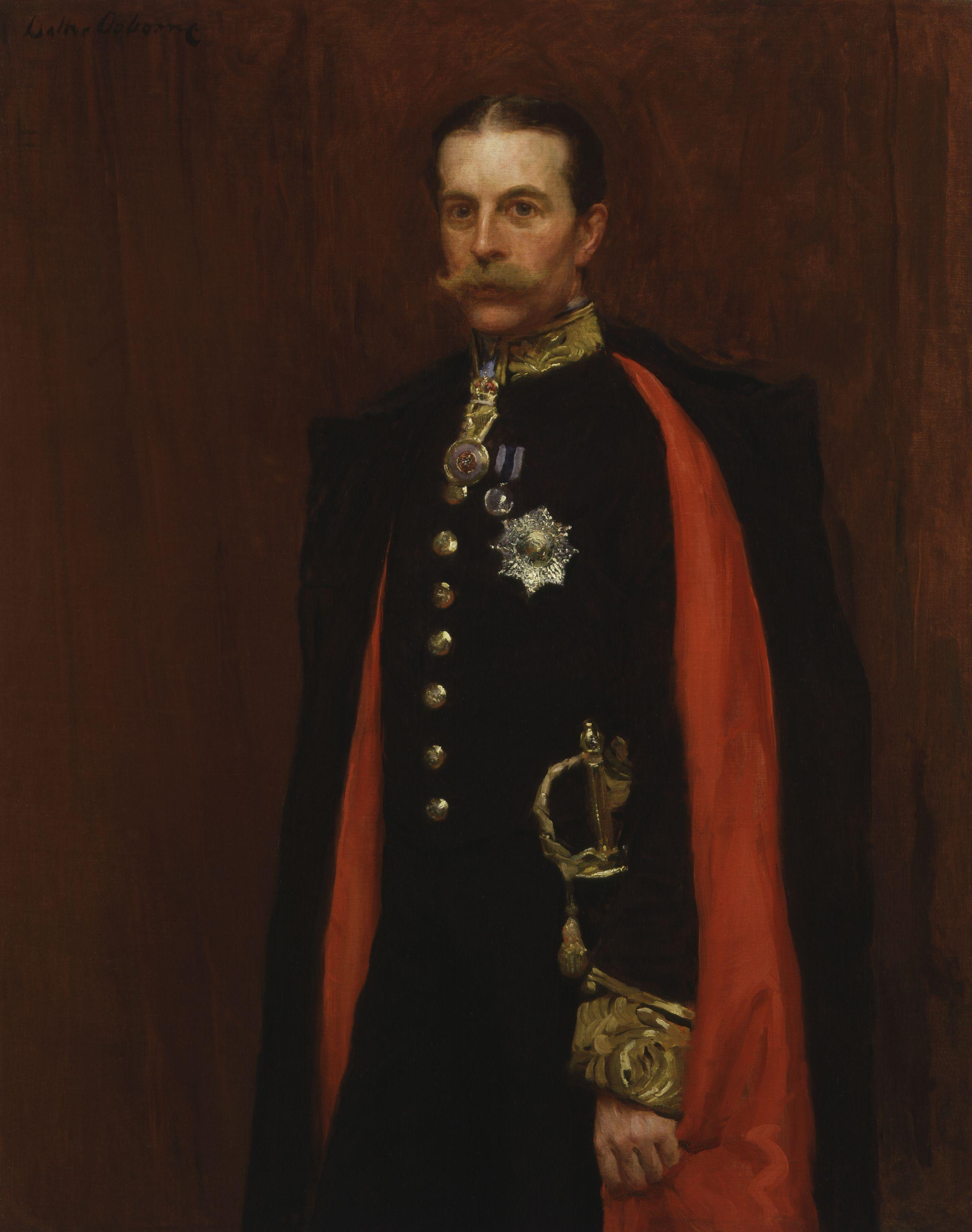
Robert Crewe-Milnes; Gemälde vor 1903

Robert Offley Ashburton Crewe-Milnes, 1. Marquess of Crewe KG, PC (* 12. Januar 1858 in London; † 20. Juni 1945 in Leatherhead, Surrey) war ein britischer Staatsmann und Schriftsteller.

## Familie
Er war der Sohn des Richard Monckton Milnes, 1. Baron Houghton und dessen Gattin Annabella Hungerford Crewe. Er besuchte die Harrow School in London. Sein Studium am Trinity College der University of Cambridge schloss er 1885 als Master of Arts (M.A.) ab.
1880 heiratete er Sibyl Marcia Graham († 1887). Aus der Ehe gingen drei Töchter hervor: Annabel (1881–1948), Celia (* 1884) und Cynthia (1884–1968), ein Sohn Richard (1882–1890) starb jung. Zu seinen Enkeln zählte unter anderen Sir John Colville, der Sohn seiner ältesten Tochter, der später zum britischen Kabinettsekretär aufsteigen sollte, und Terence O’Neill, der Sohn Cynthias, der zwischen 1963 und 1969 als Premierminister von Nordirland amtierte.
In zweiter Ehe war er ab 1899 mit Margaret Rosebery, der Tochter von Archibald Philip Primrose, 5. Earl of Rosebery, verheiratet. Der aus dieser Ehe stammende, 1911 geborene Sohn, der ebenfalls den Namen Richard trug, starb 1922. Die Tochter dieser Verbindung Lady Mary Crewe-Milnes (1915–2014) überlebte jedoch und heiratete später den 9. Duke of Roxburghe.
Beim Tod seines Vaters am 11. August 1885 erbte er dessen Titel als 2. Baron Houghton. Als am 3. Januar 1894 sein Onkel mütterlicherseits Hungerford Crewe, 3. Baron Crewe kinderlos starb, erbte er dessen Immobilienbesitz einschließlich des Anwesens Crewe Hall, nicht aber dessen Titel Baron Crewe, welcher erlosch. Am 8. Juni 1894 erlangte er durch Königliche Lizenz die Erlaubnis seinen Familiennamen um „Crewe“ zu ergänzen. Am 17. Juli 1895 wurde er zum Earl of Crewe erhoben. Am 22. Juni 1911 wurde ihm der Titel Marquess of Crewe, nebst dem nachgeordneten Titel Earl of Madeley verliehen. Da er ohne männlichen Abkömmling verstarb, erloschen all diese Titel bei seinem Tod 1945.

## Politisches Wirken
Als Angehöriger der Liberal Party diente er zunächst von 1883 bis 1884 als Privatsekretär des damaligen Außenministers Lord Granville. 1886 wurde er zum Kämmerer ernannt. In der liberalen Regierung von 1892 bis 1895 sekundierte er dem Hauptsekretär für Irlandangelegenheiten John Morley als Lord Lieutenant (höchster Beamter). Von 1905 bis 1908 amtierte er in der liberalen Regierung unter Henry Campbell-Bannerman als Lord President of the Council. 1908 wurde er als Knight Companion in den Hosenbandorden aufgenommen und übernahm er in der Regierung Asquith das Amt des Kolonialministers (Secretary of State for the Colonies) und Liberaler Führer im House of Lords. Im Zusammenhang mit der letzteren Funktion spielte er eine Schlüsselrolle bei der Durchsetzung des Parlamentsgesetzes von 1911, das die Lords ihres Vetorechts im Gesetzgebungsverfahren beraubte. 1910–1911 und von 1911 bis 1915 übernahm er zudem den Posten des Indienministers (Secretary of State for India). 1915 bis 1916 agierte er zudem erneut als Lord President of the Council und 1916 als Erziehungsminister (President of the Board of Education). 1917 wurde er Vorsitzender des Gemeinderates der Stadt London und stellte seine Stadtvilla dem ersten Ministry of Information zur Verfügung, das darin das Direktorat für Propaganda in Feindländern einrichtete (Crewe House).
1922 bis 1928 übernahm er die Aufgabe des britischen Botschafters in Frankreich und 1931 fungierte er als Staatssekretär im Kriegsministerium. Privat engagierte er sich zudem im Erziehungsbereich, so unter anderem als Vorsitzender des Beirates des Imperial College London (1907 bis 1922) und Kanzler der Universität Sheffield.

## Schriftstellerisches Werk
In den 1890er Jahren veröffentlichte Crewe diverse kleinere literarische Werke, darunter Sinnsprüche und vor allem eine 1931 erschienene Biografie des ehemaligen Premierministers Lord Rosebery.

## Werke
- Lord Rosebery. 2 Bd., London 1931.